# Pfarrhaus Groß Bartensleben

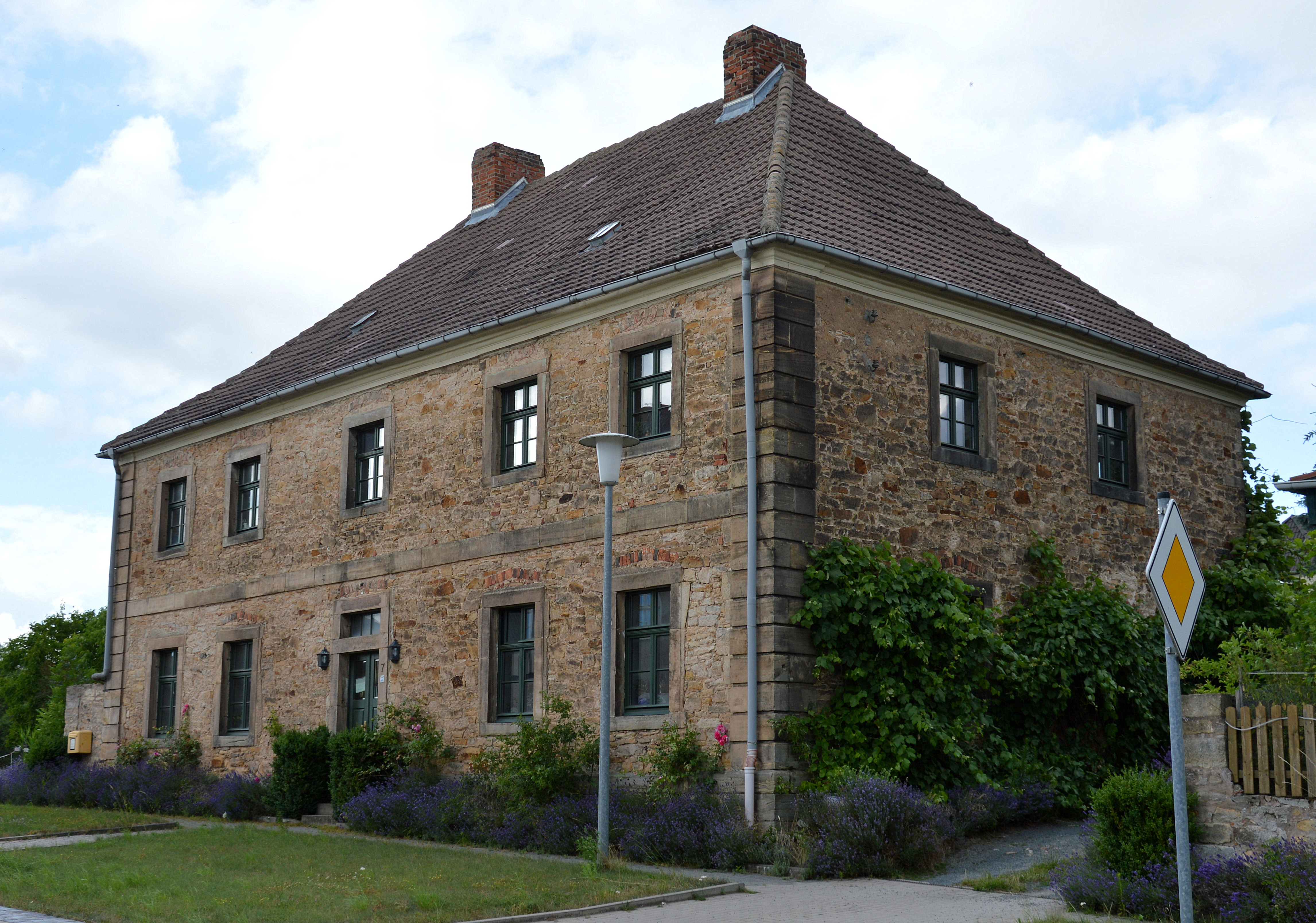
Pfarrhaus Groß Bartensleben, 2016

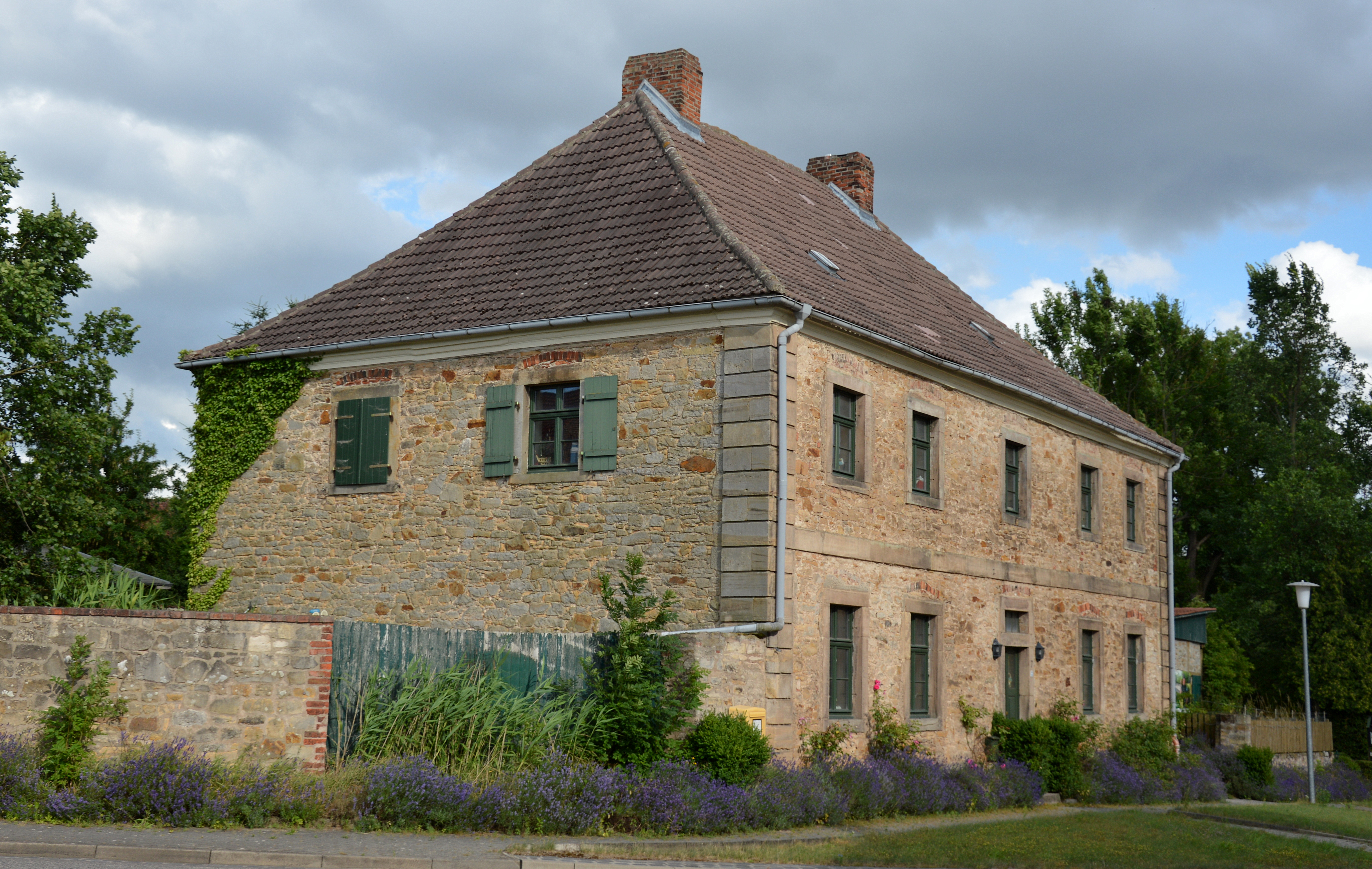
Blick von Nordwesten

Das Pfarrhaus Groß Bartensleben ist ein denkmalgeschütztes ehemaliges Pfarrhaus im zur Gemeinde Erxleben in Sachsen-Anhalt gehörenden Dorf Groß Bartensleben. Heute wird es als Wohnhaus genutzt.

## Lage
Es befindet sich im westlichen Teil des Dorfes östlich der Dorfstraße an der Adresse Dorfstraße 7. Südöstlich liegt etwas erhöht die  Gutskirche Groß Bartensleben.

## Architektur und Geschichte
Nach einer Inschrift oberhalb der Tür des Hauses erfolgte der Bau ab 1759 in Verantwortung der Herren von Veltheim. 1760 wurde es fertiggestellt. Das große zweigeschossige barocke Gebäude wurde aus Bruchsteinen mit einer geputzten Eckquaderung auf rechteckigem Grundriss errichtet. Die Fassaden der Langseiten sind fünfachsig, die schmalen Seiten zweiachsig ausgeführt. Bedeckt ist das Gebäude mit einem Sattelwalmdach. Die Fenster sind hochrechteckig angelegt und von Sandsteingewänden umfasst.
Im Haus sind historische Türen mit Bockshornbeschlägen und auch alte Treppen und Decken vorhanden.
Im örtlichen Denkmalverzeichnis ist das Pfarrhaus unter der Erfassungsnummer 094 84154  als Baudenkmal verzeichnet.
Das Gebäude gilt als Pfarrhaus mit hohem qualitativen Anspruch und städtebaulich und kunstgeschichtlich wertvoll.